# Kablar (montagne)
Pour les articles homonymes, voir Kablar.
Le mont Kablar (en serbe cyrillique : Каблар) est une montagne de l'ouest de la Serbie. Il s'élève à une altitude de 889 m.

## Géographie
Avec le mont Ovčar voisin, le Kablar forme les gorges d'Ovčar-Kablar, dans lesquelles coule la Zapadna Morava, la « Morava occidentale ». 